# Rivière Barlow
Rivière Barlow är ett vattendrag i Kanada.   Det ligger i provinsen Québec, i den östra delen av landet, 500 km norr om huvudstaden Ottawa.
I omgivningarna runt Rivière Barlow växer i huvudsak barrskog. Trakten runt Rivière Barlow är nära nog obefolkad, med mindre än två invånare per kvadratkilometer.